# Universal Motown Records
Universal Motown Records bylo americké hudební vydavatelství, které fungovalo jako divize společnosti Universal Motown Republic Group. Jednalo se o dočasné propojení labelů Motown Records a části Universal Records.

## Historie
V roce 2005 bylo Motown Records spojeno s umělci v žánru "urban music" z Universal Records. Ve vedení byla Sylvia Rhone. Nový label se stal divizí nové skupiny s názvem Universal Motown Republic Group.
V roce 2011 došlo ke změnám a Motown Records bylo odděleno od Universal Motown Records. Motown se tehdy začlenilo pod Island Def Jam Music Group. Zbytek pozůstalého labelu nesl název Universal Republic Records, než se v roce 2012 vrátil k názvu Republic Records. Všichni umělci z Universal Republic Records se přesunuli k Republic Records.